# Orheim Point
Der Orheim Point ist eine felsige Landspitze im westantarktischen Ellsworthland. In der Heritage Range des Ellsworthgebirges ragt er am nördlichen Ende des Inferno Ridge an der Nahtstelle zwischen dem Rennell- und dem Schneider-Gletscher auf.
Der United States Geological Survey kartierte sie anhand eigener Vermessungen und Luftaufnahmen der United States Navy aus den Jahren von 1961 bis 1966. Das Advisory Committee on Antarctic Names benannte sie im Jahr 1966 nach dem norwegischen Glaziologen und Klimaforscher Olav Orheim (* 1942), der im Rahmen des United States Antarctic Research Program von 1965 bis 1966 an der zweiten Traverse vom geographischen Südpol durch das Königin-Maud-Land beteiligt war.